# قائمة الاختراعات والاكتشافات الصينية
تعتبر الصين مصدرا للعديد من الابتكارات والاكتشافات العلمية والاختراعات، ويتضمن هذا الاختراعات الأربعة العظيمة: صناعة الورق، البوصلة، البارود، والطباعة (الطباعة الخشبية والحرف المتحرك). القائمة أسفله تحتوي على هذه الاختراعات وغيرها من الاختراعات الصينية المرفوقة بدلائل تاريخية أو الأثرية.
عرفت المنطقة التاريخية المعروفة الآن بالصين تاريخا يشمل الميكانيكا، الهيدروليكا والرياضيات المطبقة على علم البنكامات، علم الفلزات، علم الفلك، الزراعة، الهندسة التطبيقية، نظرية الموسيقى، الأعمال الحرفية، الهندسة البحرية، الحرب.
عند وصول حقبة الممالك المتحاربة (403-221 ق.م) كان سكان الممالك المتحاربة يتوفرون على تكنولوجيا فلزية متقدمة مثل الفرن اللافح وفرن الكيوبلا، بينما ظهر فرن التنقية وعملية التسويط في عهد سلالة هان (202 ق.م-220 م). نتجت عن النظام الاقتصادي المتطور في الصين الإمبراطورية عدة اختراعات مثل العمل الورقية في عهد سلالة سونغ (960-1279). أدى اختراع البارود في وسط القرن التاسع إلى مجموعة من الاختراعات مثل الألغام البرية، الألغام البحرية، المدفع اليدوي، قذائف مدفعية متفجرة، الصاروخ متعدد المراحل وقنابل صاروخية بأجنحة ايروديناميكية وحمولة متفجرة. بفضل مساعدة بوصلة القرن 11 في الملاحة وإمكانية إدارة السفن في البحار الهائجة باستعمال دفة القرن 1 أبحر بحاروا ما قبل التاريخ الصينيون حتى شرق إفريقيا. استخدم صينيوا ما قبل التاريخ كل من تقنية ميزان الساعة منذ القرن 8 وناقل الحركة بالسلاسل في القرن 11 في الساعات المائية، كما صنعوا مسارح ميكانيكية كبيرة للدمى تعمل بالنواعير وعجلات الحمولة وآلات تقدم النبيذ تقودها قوارب بعجلات تجديفية.
تمثل ثقافتا بيليغانغ وبينغتوشان المتزامنتان أقدم الثقافات الحجرية الحديثة الصينية وقد تكونتا في حوالي 7000 ق.م. تتضمن الاختراعات الأولى في الصين الحجرية الحديثة سكاكين حجرية هلالية ومثلثية، معازق ومساحي حجرية، زراعة ذيل الثعلب الإيطالي وفول الصويا، تطوير إنتاج الحرير من دودة القز، زراعة الأرز، صناعة الخزف بتصاميم سلات وسجادات وحبال، صناعة أوعية خزف وتطوير أوعية لطقوس الكهانة باستخدام عظم الكتف. تقترح عالمة الصينيات البريطانية فرانسيسكا بري أن استئناس كل من الثور وجاموس الماء خلال عهد ثقافة لونغشان (3000-2000 ق.م) وغياب الري والمزروعات عالية الغلة في هذا العهد بالإضافة إلى دلائل قوية على زراعة حبوب الأراضي الجافة التي تكون غلتها مرتفعة «فقط عندما تحرث الأرض بعناية»، تدل على أن المحراث كان معروفا على الأقل في عهد ثقافة لونغشلن ويفسر ذلك الإنتاج الزراعي المرتفع الذي مكن من تطور الحضارة الصينية أثناء حكم أسرة شانغ (1600-1050 ق.م). مكنت اختراعات لاحقة مثل آلة زرع البذور متعددة الأنابيب والمحراث الحديدي الثقيل الصين من المحافظة على ساكنة أكبر من خلال تطورات كبيرة في الناتج الزراعي.
تحتوي هذه القائمة على الاختراعات التكنولوجية التي ظهرت أول مرة في الصين، ولا تحتوي على اختراعات أجنبية حصل عليها الصينيون عن طريق التواصل مثل الطاحونة الهوائية من الشرق الأوسط أو التلسكوب من أوروبا الحديثة المبكرة. كما لا تحتوي على التكنولوجيا التي طورت في مكان آخر ثم اخترعها الصينيون بعد ذلك بشكل منفصل، مثل الأودومتر (جهاز يقيس المسافة التي قطعتها مركبة) والناعورة. ولا تضم أيضا الاكتشافات العلمية والرياضية والطبيعية والتغييرات الطفيفة في التصميم والابتكارات الفنية.

## الاختراعات الأربعة العظيمة
اللائحة التالية تبين الاختراعات الأربعة العظيمة كما ذكرها العالم والكاتب وعالم الصينيات البريطاني جوزيف نيدام (1900-1995) المعروف ببحثه في تاريخ العلم والتكنولوجيا الصينيين.

### الورق
هذه الفقرة تتحدث عن صنع الورق، للمادة التي استعملت للكتابة في مصر القديمة أنظر بردية
بالرغم من تسجيل اختراع مخصي البلاط الملكي لمملكة هان (202 ق.م-220 م) تساي لون (50 ق.م-121 م) عملية صناعة الورق باستعمال اللب واستعماله لمواد جديدة فيها، فقد تم العثور على آثار للتبطين والتغليف الورقي تعود للقرن الثاني قبل الميلاد في الصين، وأقدم مثال على صناعة الورق باللب هو خريطة من موقع فانغماتان الأثري في تيانشوي؛ في القرن الثالث كان الورق واسع الاستعمال كأداة للكتابة، فقد عوض وسائل أخرى تقليدية لكنها أكثر تكلفة مثل طوامير منسجوة من شرائط الخيزران الملفوفة، شرائط الحرير، ألواح من الطين الرطب تصلب لاحقا في فرن، وألواح خشبية. اكتشفت أقدم قطعة ورق معروفة والتي تحمل كتابة في أنقاض برج مراقبة صيني في تساكهورتي بلواء آلخا، وقد هجر جنود مملكة هان هذا برج سنة 110 م بعد هجوم من شيونغنو. تتكون عملية صناعة الورق التي توصل إليها تساي سنة 105 من ضرب لب مكون من خليط مغلي يحتوي على لحاء شجر التوت وقنب وكتان وشياك صيد قديمة حتى يصبح عجينا ثم خلطه بالماء؛ بعد ذلك يغطس غربال بإطار خشبي وحصيرة من القصب المخاط في الخليط ويتم هزه وتيبيسه ليصبح على شكل ورق ويبيض تحت تأثير أشعة الشمس؛ وقد تم تطوير هذه العملية بالتدريج عن طريق الرشح والصقل والتزجيج لإنتاج ورق قوي وأملس.

### الطباعة
طباعة خشبية: يتمثل أقدم شكل من الطباعة الخشبية في سوترا «داراني» (نوع من المانترا) في ورقة واحدة باللغة السنسكريتية طبعت بين 650 و670 ق.م على ورق قنب؛ استخرجت من الأرض سنة 1974 من قبر لسلالة تانغ قرب شيان. اكتشفت سوترا «داراني» بودية كورية مصغرة سنة 1966، تتضمن حروفا صينية منقرضة كانت تستعمل فقط خلال فترة حكم الإمبراطورة الوحيدة الصينية وو شتيان (حكمت 690-705). ترجع هذه السوترا إلى 704 على الأقل ويحافظ عليها في معبد ستوبا يعود لمملكة شلا اللاحقة بني سنة 751. طبعت «كايوان زا بوا» سنة 713 م وكانت أول دورية مطبوعة، لكن أول كتاب معروف مطبوع بحجم معتاد هو سوترا ماسية الذي طبع خلال عهد سلالة تانغ الحاكمة (618-907)، وكانت خطاطة بطول 5,18 مترا (17 قدم) وتحمل تاريخ 868 م. كتب «جوزيف نيدهام» و«تسين تسوين-هسوين» أن تقنيات التقطيع والطباعة المستعملة في فن الخط الدقيق لكتاب سوترا ماسية متقدمة ومتطورة مقارنة بالسوترا «دارني» المصغرة المطبوعة قبله.
الحرف المتحرك: العالم والموسوعي والموظف الحكومي شين كيو (1031-1095) في عهد سلالة سونغ (960-1279) كان أول من يصف عملية طباعة الحرف المتحرك في تقاريره «مينغ شي بي تان» سنة 1088، ونسب ابتكار حروف طينية مسخنة يمكن إعادة استخدامها للحرفي «بي شينغ» (990-1051). جرب «بي» حروف الطباعة الخشبية لكن استخدامها لم يصبح متكاملا حتى سنة 1297 أو 1298 بتصميم المخترع «وانغ زين» (1290-1333) في عهد سلالة يوان (1271-1368) الذي قام أيضا بترتيب الحروف المكتوبة وفق قوالب القافية على سطح أقسام الطاولات المستديرة. أصبحت تقنية الحرف المتحرك التي استخدمت أحرف برونزية متكاملة في الصين سنة 1490 مع صدور الأعمال المطبوعة ل«خوا سوي» (1439-1513) في عهد سلالة مينغ (1368-1644). طور الباحث «شو زهيدينغ» من تايآن في شاندونغ الحرف المتحرك من مينا مزجج في عهد سلالة تشينغ (1644-1912) سنة 1718.

### البارود
ترجع دلائل الاستعمال الأول للبارود في الصين لسلالة تانغ الحاكمة (618-907). كتب
«زينغ غونغليانغ» و«دينغ دو» و«يانغ ويد» أقدم الوصفات المعروفة للبارود في المخطوط الحربي «ووجينغ زونغياو» الذي تم تجميعه سنة 1044 خلال حكم سلالة سونغ (960-1279)، وتصف هذه الوصفات استخدام قنابل حارقة مقذوقة من منجنيقات مرمية من فوق أسوار دفاعية أو منزلة باستخدام سلاسل حديدية. مكنت القنابل المقذوفة من المقاذيف المركبة على السفن الحربية سونغ من الفوز على قوات سلالة جين في معركة كايشي سنة 1161، بينما استخدمت سلالة يوان المغولية (1271-1368) قنابل بارودية في غزوها الفاشل لليابان سنة 1274 و1281. أثناء القرنين 13 و14 ازدادت قوة وصفات البارود (بمستويات نترات تصل 91%) وأصبحت أسلحة البارود أكثر تطورا وخطورة، وقد ذكر ذلك في المخطوط الحربي هيو لونغ جينغ لسلالة مينغ (1368-1644) والذي جمعه «جياو يو» (القرن 14 إلى أوائل القرن 15) و«ليو بون» (1311-1375). أكمل الكتاب سنة 1412 بعد مدة من موت «ليو» وأضافت له عائلة «جياو» مقدمة في النسخة المنشورة في نانيانغ.

### البوصلة
بالرغم من العثور على آثار هيماتيت قديمة في المكسيك تعود لعهد الأولمك (حوالي 1000 ق.م) وتبين إمكانية استعمالهم لبوصلة حجر المغناطيس قبل وصفها في الصين، إلا أن الأولمك لم يملكوا الحديد الذي اكتشف الصينيون أنه يمكن مغنطته بملامسته مع حجر المغناطيس. توجد أوصاف لجذب حجر المغناطيس للحديد في كتب «غوانزي» و«لوشي شينكوي» و«هواينانزي». بدأ الصينيون في عهد سلالة هان (202 ق.م-220 م) باستخدام بواصل حجر مغناطيسي على شكل مغارف تشير للشمال والجنوب في الكهانة وليس الملاحة. يذكر في كتاب «لونهينغ» للكاتب والعالم والفيلسوف في عهد سلالة هان «وانغ تشونغ» (27-100 م) في الفصل 52: «هذه الأداة تشبه الملعقة، وعندما توضع على صحن على الأرض تشير اليد إلى الجنوب». كان الموسوعي الصيني شين كيو (1031-1095) في عهد سلالة سونغ (960-1279) أول من يصف كلا من الميل المغناطيسي (تمييز الشمال الحقيقي) وبوصلة الإبرة المغناطيسية بدقة في تقاريره «مينغ شي بي تان» سنة 1088. بينما كان «زو يو» كاتب عهد سلالة سونغ (القرن 12) أول من يذكر استعمال البوصلة بالتحديد في الملاحة البحرية في كتابه الصادر سنة 1119. لكن قبل هذا وصف المخطوط العسكري «ووجينغ زونغياو» الذي تم جمعه سنة 1044 بوصلة تكتسب حقلها المغناطيسي عندما تبرد أحجار الذائبة، بحيث يوضع الحديد أو الفولاذ على شكل سمكة بعد تسخينه في وعاء من الماء فينتج قوة مغناطيسية ضعيفة عن طريق المغناطيسية المتبقية والحث الكهرومغناطيسي؛ سجل ال«ووجينغ زونغياو» أنها استعملت كأداة لتحديد المسارة بالإضافة العربة الميكانيكية المشيرة للجنوب (عربة صغيرة تظل مشيرة للجنوب حتى لو انعطفت).

## قبل مملكة شانغ
اللائحة أسفله تضم الاختراعات التي ظهرت في ما يسمى حاليا الصين خلال العصر الحجري الحديث والعصر البرونزي بالترتيب الأبجدي:
- أوعية فخار و آنية طهو: تم استخرج أقدم الأوعية الفخارية المعروفة والتي تعود إلى 19000 إلى 20000 قبل الحاضر من كهف شيانريندونغ المتموقع في مقاطعة جيانغشي الصينية. يبين فقدان لون بعض الأسطح على قطع الأواني بفعل الحرق أنها غالبا ما استعملت كأواني للطهو،[49] كما تم استخرج أواني خزف ترجع ل 18300 إلى 15430 قبل الحاضر في مقاطعة خونان.[50] تسبق صناعة الصيادين وجامعي الثمار للأوعية الفخارية في شرق ٱسيا ظهور الزراعة في المنطقة ب10000 سنة، الشيء الذي يعارض الاعتقاد الشائع بأن الأواني الفخارية ظهرت نتيجة للثورة الزراعية.[49]
- جرس: عُثِر على أجراس (فيها مطارق كروية) من الفخار في عدة مواقع أثرية.[51] عثر على أقدم الأجراس المعدنية في موقعين: جرس واحد في موقع «تاوسي» وأربعة في موقع «إرليتو»، وترجع إلى 2000 ق.م. وقد تكون فكرة هذه الأجراس مأخودة من نموذج الفخار السابق.[52] لم تلعب الأجراس القديمة دورا بارزا في إصدار صوت معدني فقط بل كانت لها على الأغلب أهمية ثقافية أيضا. مع ظهور أنواع جديدة من الأجراس في عهد سلالة شانغ (1050-1600 ق.م) أصبحت لها استعمالات ثانوي؛ كما تم العثور عليها كجزء من لوازم العربة والحصان وعلى أطواق للكلاب في مواقع سلالة زو الحاكمة.[53]
- حرير دودة القز: يرجع أقدم حرير عثر عليه في الصين إلى العصر الحجري الحديث الصيني في مقاطعة خنان ويعود لحوالي 3630 ق.م.[54] تعود أغراض حريرية عُثِر عليها في موقع حضارة ليانغزو في تشياشانيانغ بمقاطعة ووشينغ في جيجيانغ إلى حوالي 2570 ق.م، ومن بينها خيوط حريرية وحزاما حريريا مجدولا وقطعة من الحرير المنسوج.[54] عثر على قطعة برونزية تحمل أول إشارة مكتوبة للحرير تعود لموقع سلالة شانغ (1600-1050) في انيانغ (أو يينشو).[55]
- حفر آبار عميقة: توجد أقدم الدلائل على الآبار المائية في الصين. اكتشف الصينيون واستغلوا بشكل كبير المياه الجوفية لغرض الشرب. يتضمن الكتاب الصيني كتاب التغيرات الذي كان نص كهانة خاص بسلالة زو الحاكمة (1046-771 ق.م) فقرة تصف كيف حافظ الصينيون على آبارهم وحموا مصادر مياههم.[56] تكشف دلائل أثرية ووثائق صينية أن صينيي ما قبل التاريخ والصينيين القدامى كانوا يملكون القدرة والخبرة لحفر ٱبار مياه عميقة قبل 6000 إلى 7000 سنة. يُعتقَد أن بئرا اكتُشِف في موقع خيمدو قد بُنِي في العصر الحجري الحديث،[57][58] أقيمت في البئر أربع صفوف من جذوع الأشجار وربط بها إطار مربع فوق البئر. يُعتقَد أيضا أن 60 بئرا آخر في جنوب غرب بكين قد بُنِيت حوالي 600 ق.م لغرض الشرب والري.[57][59]
- زراعة الأرز: أعلنت مجموعة صينية ويابانية سنة 2002 اكتشاف مكونات ميكروسكوبية متحجرة من الأرز المستأنس في شرق الصين تعود ل11900 ق.م أو قبل، لكن هناك جدل حول هذه المكونات بسبب إمكانية تلوثها.[60] من الممكن أن هذا الأرز زرع في وسط وادي يانغتسي في حدود 7000 ق.م كما تؤكد آثار من ثقافة بينغتوشان في في باشيدانغ بتشانغده في خنان. تم استئناس الأرز في حضارة خيمودو قرب دلتا نهر يانغتسي وكان يطهى في الأواني.[61] بالرغم من كون الدخن النبتة الأكثر شيوعا في شمال الصين على طول التاريخ، فقد حاولت الدولة مرات معدودة نشر الأرز في نواحي بحر بوهاي ابتداء من القرن الأول.[62]
- زراعة الدخن: يقترح اكتشاف أنواع مستأنسة من ذيل الثعلب الإيطالي في شمال الصين ترجع 8500 ق.م أو قبل أن زراعة الدخن ربما سبقت زراعة الأرز في بعض مناطق آسيا،[63] وترجع دلائل عن زراعة الدخن في مواقع «سيشان» و«بيلبغانغ» وجياهو إلى 6500 ق.م.[64] تضم بقايا من «سيشان» أكثر من 300 حفرة للتخزين، 80 منها فيها بقايا دخن، بمساحة تخزين إجمالية تقدر ب100000 كيلوغرام من الحبوب.[65] في 4000 ق.م كانت أغلب مناطق «يانغشاو» تزاول زراعة مكثفة لذيل الثعلب الإيطالي مع حُفَر للتخزين وأدوات مُعدّة بإتقان للحفر وحصاد المزروعات. لا يزال نجاح مزارعي الدخن الصينيين الأولين منعكسا في الحمض النووي للعديد من سكان آسيا الشرقية في الوقت الحاضر، تبين دراسات أن سلف أولئك المزارعين جاءوا إلى المنطقة غالبا بين 30000 و20000 قبل الحاضر ولا تزال أنماطهم الفردانية البكتيرية موجودة إلى هذا اليوم عند سكان شرق آسيا.[66]
- زراعة رطبة: طُوِّرت الزراعة الرطبة أو زراعة حقل الأرز في الصين. يرجع أقدم حقل أرز إلى 6280 قبل الحاضر انطلاقا من تأريخ الكربون لحبات أرز ومادة عضوية ترابية عُثِر عليها في موقع «تشاودون» في محافظة «كوشان».[67] كشف علماء آثار عن حقول أرز في موقع «كاوشييشان» لحضارة «ماجيبانغ» الحجرية الحديثة.[68]
- زراعة فول الصويا: بدأت زراعة فول الصويا في النصف الشرقي من شمال الصين 2000 ق.م لكنها غالبا أقدم.[69] صرح «ليو» وآخرون (1997) أن أصل فول الصويا هو الصين وتم استئناسه حوالي 3500 ق.م.[70] في القرن الخامس كان فول الصويا يُزرع في جزء مهم من شرق آسيا لكن النبتة لم تنتشر خارج هذه المنطقة قبل القرن 20.[71] ترجع تسجيلات مكتوبة لاستعمال فول الصويا في الصين على الأقل إلى عهد تشو الغربية.[72]
- شفرة المحراث المثلثة: عُثِر على شفرات محراث حجرية مثلثة في موقع حضارة «ماجيابانغ» تعود ل3500 ق.م قرب بحيرة تاي، واكتُشِفَت شفرات محراث أخرى في موقعي «ليانغزو» و«ماشياو» القريبين تغود تقريبا لنفس الفترة. يقول ديفيد ر. هاريس أن هذا يبين زراعة مكثفة في حقول ثابة وغالبا مسيجة قد تطورت في هذا الزمن. وفقا لتصنيف وطريقة استعمال «مي يونغكانغ» و«سونغ زاولين» فإن المحراث المثلث اتخد عدة أشكال وكان بمثابة تطور من مسحاة «هيمدو» و«لووجياوجياو» مرورا بمحراث «سونغزي» الصغير. استخدمت محاريث ما بعد «لبانغزو» حيوانات للجر.[73][74]
- طابوق محروق: عُثِر على أقدم طابوق محروق في موقع «تشينغتوشان» الحجري الحديث الصيني وتعود لـ4400 ق.م.[75] كانت تصنع من الطين الأحمر المُسخَّن مِن جميع الجهات واستخدمت كأرضيات للمنازل. كانت يستعمل الطابوق المحروق في «تشينغتوشان» في 3300 ق.م لترصيف الطرق وإنشاء أساس المباني، وذلك تقريبا في نفس الوقت الذي استعملته فيه حضارة وادي السند. بالرغم من استعمال طابوق مجفف بأشعة الشمس في بلاد الرافدين إلا أن الطابوق المحروق أقوى بكثير كمادة بناء. استمر استعمال الطابوق خلال الألفية الثانية قبل الميلاد في موقع قرب شيان.[76] عُثر على طابوق محروق في أنقاض تشو الغربية (1046-771) والتي كان يُصنَع فيها بكمية كبيرة. وصف كتاب النجارة اليدوي «يينغزاو فاشي» المنشور سنة 1103 في عهد سلالة سونغ في العصور الوسطى عملية تصنيع وتقنيات الصقل التي استُعمِلت حينها.[77][78][79]
- طلاء اللك: استٌعمِل طلاء اللك في الصين منذ العصر الحجري الحديث وكان يصنع من مادة تُستخرَج من أشجار السماق الموجودة في الصين.[80] عُثِر على إناء خشبي أحمر يُعتقَد أنه أول وعاء يحمل طلاء اللك[81] في موقع حضارة «خيمدو» (5000 ق.م-4500 ق.م).[82] يقول عالم الصينيات البريطاني مايكل لو أن توابيت في عدة مواقع قديمة تعود للعصر البرونزي قد غطِّيَت بطلاء اللك، وربما كانت تغطى به أدوات خشبيّة، ويعود أقدم مثال محفوظ لطلاء اللك إلى مواقع سلالة «زو» الشرقية (771-256 ق.م).[83] لكن «وانغ زونغشو» يعارض هذا الرأي، ويقول أن أقدم الأغراض المحفوظة المغطّات بطلاء اللك تعود لموقع «شياجياديان» (2000-1600 ق.م) في لياونينغ، وقد استُخرِجت سنة 1977، وتتمثّل في أواني غو حمراء مغطّات باللك تعود لسلالة «شانغ».[82] يُصرّح «وانغ» بأنّ عدة أغراض مُغطّات باللك تعود لسلالة «شانغ» (1600-1050 ق.م) مثل قطع صناديق وأواني ثد عُثِر عليها، وكانت تحمل تصاميم مثل التنين الصيني وكائن «تاوتي» أمام خلفية حمراء.[82] دُفِنت الملكة فو هاو (توفّت 1200 ق.م) في نَعْش خشبي مغطّى بطلاء اللك.[84] كانت ثلاثة ورشات إمبراطورية في عهد سلالة «هان» (202 ق.م -220 م) قد أُسِّست لغرض صناعة الأغراض المغطّات بطلاء اللك؛ ولحسن حظ المؤرِّخ سُجِّلت هذه الأغراض مع موقع الورشات اللتي صنعت فيها وتاريخ صنعها، مثل كوب مُغطَّى بطلاء اللك عُثِر عليه في مستعمرة «هان» شمال غرب كوريا مع نقش يذكر أنه صُنِع في ورشة قرب تشنغدو في سيتشوان ويعود بالضبط لـ55 ق.م.[85]
- فأس الخنجر: طُوِّر فأس الخنجر أو غي من أدوات زراعية خلال العصر الحجري الحديث، وعُثِر على فؤوس-خناجر في موقع حضارة لونغشان (3000-2000 ق.م) في «مياوديان» في خنان. كما ظهر كسلاح طقسي ورمزي من اليشم فينفس الوقت تقريبا، وعُثِر على اثنين منها في موقع «لينغجياتان» في آنهوي وتعود لحوالي 2500 ق.م.[86] عُثِر على أول غي في موقع «إرليتو» البرونزي القديم،[86] حيث عُثِر على اثنين بين 200 أثر برونزي آخر (في حدود سنة 2002)،[87] كما اكتُشِفت غي من اليشم في نفس الموقع.[88] عُثِر على 72 غي في القبر 1004 في «هوجيازوانغ» غي انيانغ،[89] 39 غي في قبر «فو هاو» وأكثر من 50 غي من اليشم في «موقع جينشا» فقط.[86] كان سلاحا أساسيا لمشاة كل من مملكة شانغ (1600-1050 ق.م) وسلالة زو (1050-256 ق.م) كما استعمل في مجموعات العربات الحربية. كان يتكون من مقبض خشبي طويل مع شفرة سكين برونزية موصولة بنهاية المقبض على زاوية قائمة. يمكن التلويح بالسلاح للأسفل لتخليف ضرر بالعدو.[90] في أوائل عهد سلالة هان (202 ق.م-220 م) أصبح استعمال سلاح غي البرونزي محدودا (أصبح يستعمل معظم الوقت في الطقوس)؛ وقد عوضتها بالتدريج الرماح الحديدية وأسلحة جي الحديدية في عهد سلالة هان.[91]
- كهانة بالعظام: يعود أقدم استخدام لدرقة السلحفاة إلى موقع جياهو الأثري. كانت تُحدَث ثقوب بالدرقات التي تحتوي على حصى مختلفة الحجم واللون والكمية، وقد يدل ذلك على أنها كانت مربوطة ببعضها في الأصل. عُثر على آثار مشابهة في مواقع دفن «داوينكو» العائدة إلى 4000-3000 ق.م، بالإضافة إلى مواقع خنان، سيتشوان، جيانغسو وشانشي.[92] كانت تصنع «خشخاشات» من درقة السلحفاة البرية في أغلب الأحيان،[93] وبالتحديد نوع Cuora flavomarginata.[94] يعتقد علماء الآثار أن هذه الدرقات كانت تستعمل إما كـ«خشخاشات» في الرّقصات الطقوسية، كأدوات علاجية شامانية أو قد تجمع لأغراض تكهنية.[95]
- مُبخِّر الخزف: تُظهِر اكتشافات أثرية أن استعمال البخار للطهي بدأ مع آنية الطهي الفخارية المعروفة بمُبخِّرات يان ومُبخِّرات زينغ المكوَّنة من إنائين وذات القاعدة المثقوبة والتي كانت توضع فوق قِدْر بقاعدة ثلاثيّة وغطاء. يعة د أقدم مُبخِّر يان إلى حوالي 5000 ق.م وقد استُخرِج من موقع «بانبو».[96] ظهرت آنية زينغ أول مرة في حضارتَي «خيمدو» (5000-4500 ق.م) و«ليانغزو» (3200-2000 ق.م) أسفلَ نهر يانغتسي، وكانت تستخدم لتبخير الأرز؛ استُخرِجت مُبخِّرات يان من عدة مواقع «ليانغزو» ومن بينها 3 في موقعي «تشودون» و«لودون» في جيانغسو الجنوبية.[97] في موقع حضارة لونغشان (3000-2000 ق.م) في شاندونغ الغربية عُثِر على 3 مُبخِّرات يان كبيرة.[98]
- مجذاف: استعملت المجاذف منذ بداية العصر الحجري الحديث، فقد عُثِر على قطعة من الفخار على شكل قارب كانو مع ستّة مجاذف خشبيّة تعود ل6000 ق.م في موقع ثقافة هيمدو في يوياو في جيجيانغ. عُثِر على مجذاف طوله 63,4 سنتيمتر (قدمان) يرجع ل4000 ق.م في محافظة إيشيكاوا باليابان.[99]
- مزهرية مدفونة: ترجع أقدم دلائل على المزهريات المدفونة إلى 7000 ق.م في موقع جياهو حيث عُثِر على 32 مزهرية مدفونة،[100] كما عثر على مزهريات أخرى في «لاوغوانتاي» في شنشي.[101] توجد حوالي 700 مزهريّة مدفونة مستخرَجة من مواقع «يانغشاو» (5000-3000 ق.م) تمثل أكثر من 50 شكلا. استُخدمت المزهريات المدفونة بشمل أساسي للأطفال لكنّها استُخدمت للبالغين أحيانا أيضا كما هو ظاهر في آثار «ييشوان»، «لوشوان» وتشنغتشو في خنان. توجد مزهريات أخرى داخلها عظام بشرية في «هونغشانيمياو» في خنان.[102] معظم المزهريّات فيها ثقبٌ صغير يعتقد أن الغرض منه «تمكين الروح من ولوجها».[103] ذُكِر في كتاب «ليجي» أن توابيت الخزف استعملت في فترة أسطورية،[104] واستمر تقليد دفن المزهريات حتى عهد سلالة هان (202 ق.م-220 م) عندما اختفت بالتدريج.[101]
- منجم ملح: يُعتقَد أن أحد أقدم مناجم الملح وُجِد في بركة يونتشنغ في شانشي سنة 6000 ق.م.[105] عُثِر على أدلة أثرية قوية على صناعة الملح تعود ل2000 ق.م في أنقاض «زونغبا» في تشونغتشينغ.[106][107]
- نعش خشبي: عُثِر على أقدم دلائل على بقايا نعش خشبي تعود ل5000 ق.م في القبر 4 في «بيشولينغ» في شنشي. عُثِر على دليل واضح على نعش خشبي مستطيل الشكل في القبر 152 في موقع «بانبو» قديم، يعود النعش لفتاة عمرها أربع سنوات طولها 1,4 متر (4,5 قدم) وعرضها 0,55 متر (1,8) وسُمكها 3-9 سنتمتر. عُثِر على 10 توابيت في موقع «تشينغزي» في شاندونغ لثقافة «داوينكو» (4100-2600 ق.م).[108][109] يرتبط سُمك النعش وعدد الإطارات الخشبية المستعملة في صنعه مستوى النُّبْل كما ذكر في كتب «ليجي»،[110] «شونزي»،[111] و«جوانغ زي».[112] عُثِر على أمثلة على هذا فيعدة مواقع حجرية حديثة؛ النعش المزدوج هو نعش يتكوّن من نعش داخلي وآخر خارجي، وقد عُثِر على أقدم نعش مزدوج في حضارة «ليانغزو» (3400-2250 ق.م) في موقع «بيانشياو» في «جيجيانغ». بينما يتكون النعش الثلاثي من نعشين خارجيين وواحد داخلي، وقد عُثِر على أقدم نعش ثلاثي في حضارة لونغشان (3000-2000 ق.م) في موقعي «شيزوفينغ» و«يينجياشينغ» في «شاندونغ».[101]

## سلالة شانغ وبعدها
تتضمن القائمة أسفله الاختراعات التي ظهرت أول مرة في الصين بعد العصر الحجري الحديث وبالتحديد خلال وبعد عهد سلالة شانغ (1600-1050 ق.م).
- وخز بالإبر: الوخز بالإبر في الطب الصيني هو عملية إدخال الإبر في نقط معينة في الجسم لأغراض علاجية ولتخفيف الألم، وذكر أول مرة في كتاب «هوانغدي نيجيريا» الذي جمع من القرن 2 إلى القرن 3 قبل الميلاد (من حقبة الممالك المتحاربة إلى عهد سلالة هان). تعود أقدم إبر وخز ذهبية معروفة إلى سلالة هان الغربية (203 ق.م-9 م) وقد عثر عليها في قبر «ليو شينغ» (متوفي 113 ق.م)؛ صنع أول تمثيل للوخز بالإبر منقوش على الحجر في عهد سلالة هان الشرقية (25-220 م)؛ يعود أقدم تمثال برونزي لمانيكان للوخز بالإبر لسنة 1027 خلال عهد سلالة سونغ (960-1279).
- أبراج الحيوانات: تتكون النسخة الأقدم والأكثر تكاملا من الأبراج الحيوانية من إثني عشر حيوانا تختلف بشكل طفيف عن النسخة الحديثة (على سبيل المثال كان برج التنين ومثلته دودة). يوافق كل حيوان نظام «الأغصان الأرضية»، وقد كتبت في حصار من الخيزران من «شيويهودي» وتعود لأواخر القرن 4 قبل الميلاد، ومن «فانغماتان» وتعود لأواخر القرن 3 قبل الميلاد. قبل هذه الاكتشافات الأثرية كان كتاب «لونهينغ» ل«وانغ تشونغ» (27-100 م) خلال القرن 1 يحتوي على أول مثال منقول لدائرة حيوانية إثني عشرية.
- ذات الحلق: أنسب أبرخش (190-120 ق.م) اختراع ذات الحلق الممثلة للقبة السماوية إلى الشاعر وعالم الرياضيات والجغرافيا والفلك اليوناني القديم إراتوستينس (276-194 ق.م). لكن عالم الفلك الصيني زانج هينج في عهد سلالة هان (202 ق.م-220 م) اخترعها بشكل منفصل في الصين سنة 52 ق.م. بينما كان موسوعي عهد سلالة هان «زانغ هينغ» (78-139 م) أول من طبق طاقة حركية على ذات الحلق عن طريق تروس معقدة تديرها ناعورةوالتي يزودها ضغط الماء في ساعة مائية بالطاقة، وقد طور هذه الساعة بإضافة خزان موازن بين وعاء المجرى الداخلي والخزان المائي.
- عملة ورقية: طورت العملة الورقية أول مرة في الصين، وترجع جذورها إلى إيصالات إيداع للتجار خلال عهد سلالة تانغ (618-907) فقد رغب التجار والبائعون بالجملة تجنب ثقل الكميات الكبيرة من النقود النحاسية في المبادلات التجارية الكبيرة. اعتمدت الحكومة المركزية هذا النظام أثناء تعرض قطاع صناعة الملح في الصين للاحتكار خلال حكم سلالة سونغ (960-1279)، لكن الانخفاض التدريجي لإنتاج النحاس نتيجة إقفال المناجم وتسرب العملة المصكوكة إلى اقتصاد اليابان وجنوب شرق آسيا وشيا الغربية ومملكة لياو تسببت في تشجيع حكومة سونغ في أوائل القرن 12 على اعتماد عملة ورقية تطبعها الدولة لتخفيف الطلب على صك النحاس وتقليل قيمة النحاس. سمحت حكومة سونغ في أوائل القرن 11 لستة عشر بنكا خاصا بإخراج عملات ورقية في سيتشوان، وسنة 1023 أنشأت الحكومة لجنة للوقوف على طباعة العملة الورقية في هذه الأبناك. حصرت أقدم العمل الورقية في مناطق معينة ولم يكن من الممكن استخدامها خارج حدود معينة، لكن بعد أن أمنت متاجر الذهب والنحاس توفير الورق طبعت حكومة سونغ عملة ورقية في جميع أنحاء البلاد بين سنتي 1265 و1274. طبعت سلالة جين (1115-1234) اللاحقة عملا ورقية أيضا في 1214 على الأقل.
- حزام النقل: ذكر حزام نقل ميكانيكي يستخدم بكرة أول مرة في «معجم التعابير المحلية» لفيلسوف وشاعر وسياسي عهد سلالة هان «يانغ شيونغ» (53-18 ق.م) سنة 15 ق.م، واستعملت في آلة للكويلينج كانتل تلف ألياف حريرية حول بكرة مكاكيك الناسجين. حزام النقل مكون أساسي في اختراع عجلة المغزل. لم يستعمل حزام النقل في تكنولوجيا النسيج فقط بل طبق أيضا على الكير الهيدروليكي الذي يعود للقرن 1 قبل الميلاد.
- كير هيدروليكي: بالرغم من جهل نوعية الكير الفلزي في عهد سلالة هان (202 ق.م-220 م): نوع الكيس الجلدي أو نوع المروحة الخشبية الموجود في سلالة يوان اللاحقة (1279-1368)، إلا أن المهندس الميكانيكي والسياسي «دو شي» (توفي 38 م) في سلالة هان الشرقية طبق استعمال نواعير دوارة لتوفير الطاقة لكير فرنه اللافح لإذابة الحديد، واستمر استعمال هاته الطريقة في الصين بعد ذلك كما تبين تسجيلات لاحقة؛ ويعتبر اختراعا هاما بحيث رفع مردود إنتاج الحديد ووظف جميع العناصر الضرورية لتحويل الحركة الدورانية إلى حركة ترددية.
- خطاف الحزام: خطاف الحزام كان مثبتا استعمل في الصين، ويعود للقرن 7 قبل الميلاد في الصين حيث كانت تصنع من البرونز والحديد والذهب واليشم. تزعم نصوص أن خطاف الحزام جاءت للصين من آسيا الوسطى خلال حقبة الممالك المتحاربة لكن الدلائل الأثرية للخطاف في الصين تسبق حقبة الممالك المتحاربة.
- مكافحة حيوية للآفات: يعود أقدم استعمال مسجل لنوع من الحشرات للتحكم في آفات حشرية إلى كتاب «نباتات المناطق الجنوبية» (304 تقريبا) المنسوب لعالم النباتات «جي هان» (263-307) في عهد سلالة جين الغربية، ويُذكَر فيه أن «شعوب جياوزي يبيعون النمل وأعشاشه مربوطة بغصينات [...] ويكون النمل الأصفر المحْمَرّ أكبر من العادة. من دون هذا النمل ستتضرر الفواكه الحمضية الجنوبية». يُعرف النّمل المستعمَل بنمل هوانغ غان (هوانغ: أصفر، غان: حمضيات) (الاسم العلمي: Oecophylla smaragdina). سجّل «ليانغ بياو لو يي» (في أواخر عهد سلالة تانغ أو أوائل عهد السلالات الخمس) هذه العملية في كتاب «جي لي بيان» لـ«زوانغ جيسو» (عهد سلالة سونغ الجنوبية)، كما سُجِّلت في «كتاب زراعة الشجر» لـ«يو زين مو» (سلالة مينغ)، في كتاب «غوانغدونغ شينغ يو» (القرن 17)، في كتاب «لينغنان» لـ«وو زين فانغ» (عهد سلالة «شينغ») و«تجميعات نانيُوِي» لـ«لي دياو يوان» وغيرها.
- فرن لافح: بالرغم من العثور على أدوات وأسلحة من حديد الزهر تعود إلى القرن 5 قبل الميلاد في الصين، إلا أن أقدم الأفران اللافحة التي اكتُشِفت في الصين وكانت تُنتِج حديد الصب الذي يمكن إعادة إذابته وتحويله إلى حديد حديد زهر في فرن الكيوبلا، تعود للقرنين 2 و3 قبل الميلاد. تعود مُعظَم الأفران القديمة لعهد سلالة هان (202 ق.م- 220 م) مباشرة بعد 117 ق.م مع بدء احتكار قطاعي الملح والحديد خلال حكم الإمبراطور وو من هان (حكم 141-87 ق.م)، لكن أغلب مواقع صناعة الخديد المكتشفة التي تعود لما قبل 117 ق.م كان لها دور مسابك تنتج سبائك للحديد الذي أُذيب في أفران لافحة في أماكن بعيدة عن مراكز السكن.
- مدفع القصف: يعود أقدم تمثيل لمدفع القصف (بالإنجليزية: Bombard) إلى مدينة «تا-تسو» الصينية. زار المؤرخ الكندي روبين ييتس معابد كهوف بوذية سنة 1985، فرأى نقشا على الحائط يمثل شيطانا يحمل مدفع قصف يدوي، وبعد معاينته للكهف قال أن الرسوم تعود لأواخر القرن 12.
- قنبلة: أول قنابل مصنوعة من أغشية من حديد الزهر مملوئة ببارود انفجاري—بعكس أنواع أقدم من الأغشية—كتب عنها في الصين في القرن 15. سميت هذه القنبلة («قنبلة انفجار الرعد») خلال عهد سلالة جين (1115-1234) في معركة بحرية ضد المغول. يذكر كتاب «تاريخ جين» (انتهى تجميعه سنة 1345) أنه سنة 1232 عندما نزل الجنرال المغولي سوبوتاي في حصن سلالة جين في كايفنغ، كان يحمل الجنود المدافعون «قنبلة انفجار الرعد» والتي «تتكون من بارود موضوع في خزان حديدي... ثم عندما أشعل الفتيل (وتطلق القذيفة) كان هناك انفجار كبير صوته كالرعد، يسمع على بعد أكثر من مائة لي (وحدة قياس صينية قديمة كانت تساوي حوالي ثلث ميل قبل توحيدها حديثا لتساوي نصف كيلومتر)، وكان الغطاء النباتي في مساحة تفوق نصف مو (المو يساوي 614 متر مربع تقريبا) يحترق نتيجة للسخونة. وكانت تخترق حتى الدروع الحديدية». كتب الموظف الحكومي «لي زينغبو» في عهد سلالة سونغ (960-1279) سنة 1257 أن الترسنات يجب أن تتوفر على مئات الآلاف من أغشية القنابل الحديدية وأنه عندما كان في جينغتشو كانت تصنع ألف إلى ألفي قنبلة تقريبا كل شهر لترسل حمولات من عشرة إلى عشرين ألف قنبلة كل مرة إلى «سيانغجو» و«يينغتشو». يصرح العالم والمؤرخ وعالم الصينيات البريطاني جوزيف نيدام أن أهمية هذا تكمن في أنه «تم التوصل أخيرا إلى خليط بارود عالي النترات، لأنه لا شيء أقل من ذلك سيتمكن من اختراق تبطين حديدي».
- ثقب السبر: في عهد سلالة هان (202 ق.م-220 م) على الأقل، استعمل الصينيون ثقوب السبر لاستخراج المعادن ومشاريع أخرى؛ يقول عالم الصينيات والمؤرّخ البريطاني «مايكل لوي» أن مواقع الثقوب قد تصل إلى 600 متر (2000 قدم). يصف كي.إس. توم عملية الحفر: «الطريقة الصينية لحفر ثقوب السبر كان يقوم بها فريق من الرجال يقفزون على ومن على عمود لدفع الجزء الثاقب بينما يدير ثور أو جاموس مائي أداة الحفر». كانت هذه نفس الطريقة التي استُعمِلت لاستخراج البترول في كاليفورنيا في عقد 1860. عثر على أنفاق مناجم قرب مسبكٌ للبرونز يعود لعهد سلالة هان الغربية في «شينغلونغ»، خبي، وكانت هذه الأنفاق تصل عمق 100 متر (328 أقدام) مع مساحات واسعة لاستخراج المعادن؛ وكانت في الأنفاق والغرَف دعامات وإطارات خشبية وسلالم وأدوات حديديّة. في القرن الأول قبل الميلاد، كانت الأجزاء الثّاقبة والحفّارات الّتي صنعها الحرفيّون الصّينيون من حديد الزّهر قادرة على حفر ثقوب السبر تصل لـ3000 قدم في العمق. كان حفر ثقوب السّبر مستهلِكاً للوقت وطويلاً، وحسب عمق الحفر يمكن أن يستغرق حفر بئر واحد قرابة عقد كامل. لم تتمكّن أوروربا والغرب من منافسة تكنولوجيا حفر ثقوب السبر الصيني القديم حتّى القرن 19.
- مثبت السرج:
- تعدين الأجاج: في حوالي 500 قبل الحقبة العامة حرف الصينيون مئات آبار الأجاج، والتي كان عمق بعضها يفوق 100 متر (330 قدم). تم استخراج رواسب كبيرة من الأجاج من تحت سطح الأرض عن طريق حفر ثقوب السبر، وأقيمت أبراج من الخيزران تشبه أجهزة الحفر المعاصرة. استخدم الخيزران للحبال والإطار وأجهزة الحفر لأنه كان مقاوما للملح. علقت إسفينات حديدية من أداة كابل من الخيزران مربوطة برافعة على منصة مشيدة على البرج. تطلبت اجهزة الحفر قفز رجلين إلى ثلاثة رجال إلى الرافعة ومن عليها لتحرك هذه الأخيرة الإسفين الحديدي الذي يحفر حفرة عميقة بما فيه الكفاية في الأرض ليبلغ الأجاج.
- فرشاة أسنان الشعر الخشن: وفقا للموقع الإلكتروني لمكتبة كونغريس الولايات المتحدة، استعمل الصينيون الفرشاة المصنوعة من شعر الحيوانات الخشن منذ سنة 1498 خلال حكم الإمبراطور «هونغزي» (حكم 1487-1505) في عهد سلالة مينغ (1368-1644)؛ وتضيف أيضا أن الفرشاة لم تنتج بشكل شامل حتى سنة 1780 عندما باعها ويليام أديس من كليركينويل في لندن، إنجلترا. كتب الباحث جون بومان مضيفا على ما ورد في موقع مكتبة الكونغرس أن فرشاة أسنان من شعر الخنزير قد اخترعت في الصين خلال عقد 1490. اتفقت بوني ل. كيندال مع هذا وتوضح ان سابقة للفرشاة كانت موجودة في مصر القديمة على هيئة غصين نهايته مقسمة.
- تقسيم بدن القارب: ذُكِر في كتاب «حديقة الأشياء الغريبى» لـ«ليو جينغشو» في القرن 5 أن سفينة تستطيع السماح للماء بالدخول من أسفلها دون غرقها، بينما كتب الكاتب «زو يو» (بعد القرن 12) في عهد سلالة سونغ في كتابه الصادر سنة 1119 أنّ أبدان السفن الصينية كانت مُقسَّمة؛ هذه الدلائل النصية على تقسيم أبدان السفن يدعمها دليل أثري لسفينة من عهد سلالة سونغ يبلغ طولها 24 مترا (78 قدم) استُخرِجت من مياه الساحل الجنوبي للصين سنة 1973، قُسِّم بدن السفينة إلى أحد عشر قسما بينها جدران مقاومة للماء وتعود تقريبا لسنة 1277. علَّق عدة كتّاب غربيون على تقسيم أبدان السفن مثل ماركو بولو (1254-1324)، نيكولو دي كونتي (1395-1469) وبنجامين فرانكلين (1706-1790) واعتبروها عنصرا أصليا من بناء السفن الصيني، بحيث لم يعتمِد بناء السفن الغربي هذه التقنية حتى أوائل القرن 19.
- ساعة شمعية: استُعمِلت ساعات شمعية في الصين منذ القرن 6 قبل الميلاد على الأقل، وتمت الإشارة إلى الساعة الشمعية أول مرة في قصيدة ل«يو جيانغو» حوالي 520 ق.م.
- مدفع: أقدم تمثيل لمدفع هو تمثال من قطع صخرة دازو في سيتشوان يعود ل1128، لكن أقدم عينات ودلائل مكتوبة أثرية لا تظهرا حتى القرن 13. المدافع القديمة المتبقية من القرن 13 هل مدفع «وووي» البرونزي العائد إلى 1227، مدفع «هيلونغجيانغ» الدوي العائد إلى 1288 ومسدس «شانادو» العائد إلى 1298. لكن مسدس «شانادو» هو وحده الذي يحمل نقشا لسنة إنتاجه لذلك فهو يعتبر أقدم مدفع مثبت في الوجود. يبلغ طول مسدس «شانادو» 34,7 سنتيمتر ووزنه 6,2 كيلوغرام. أرخت المدافع الأخرى باستعمال أدلة سياقية.
- حديد زهر: تؤكد دلائل أثرية أن حديد الزهر المصنوع من حديد الصب قد طور في الصين في حدود القرن 5 قبل الميلاد في عهد سلالة زو (1122-256 ق.م)، وعثر على أقدم العينات في قبر في محافظة «لوخي» في مقاطعة جيانغسو؛ بالرغم من ذلك فمعظم الأفران اللافحة وأفران الكيوبلا المكتشفة في الصين تعود لما بعد احتكار الدولة للحديد تحت حكم الإمبراطور وو من هان (حكم 141-87 ق.م) سنة 117 ق.م، وذلك خلال عهد سلالة هان (202 ق.م-220 م)؛ يصرح دونالد ويغنر أن احتكار الحديد من بين الأسباب الممكنة وراء عدم اكتشاف أي دلائل على استعمال فرن الحديد الخالص في الصين القديمة، وقد استمر هذا الاحتكار حتى القرن 1 قبل الميلاد عندما أبطل لغرض ريادة الأعمال الخاصة والاستعمال الإداري المحلي، ومسح أي حاجة لاستمرار الاستعمال الأقل فعالية لفرن الحديد الخالص والذي استمر استعماله في مناطق أخرى في العالم. يعتبر حديد الزهر هشا وغير مناسب لأغراض تتطلب حافة حادة أو مرونة مقارنة بأنواع أخرى. كان تطوير الحديد المرن في القرن 4 ق.م ابتكارا صينيا مهما عزز الخصائص الحركية لحديد الزهر عبر عملية التلدين. زيادة على ذلك يصرح ويغنر بأن معظم الأدوات الحديدية في الصين القديمة صنعت من حديد الزهر نظرا للتكلفة الاقتصادية المنخفضة لإنتاج حديد الزهر، لكن معظم أسلحة الجيش الحديدية صنعت من حديد صب أعلى تكلفة ومن الفولاذ، ويدل ذلك على أن «الأداء العالي كان أساسيا» ومفضلا بالنسبة لأسلحة الجيش.
- تزجيج باليشم الأخضر: تأتي تسمية الأواني المزجّجة باليشم "Celadon" من لون أخضر باهت المشيج، يؤكد عالم الآثار الصيني «وانغ زونشو» (1982) على أنه قد عُثِر على قطع تم تزجيجها بهذه التقنية في قبور لسلالة هان الشرقية (25-220 ق.م) في جيجيانغ؛ كما يُؤكد على أن هذا النوع من الخزف أصبح معروفا خلال حقبة الممالك الثلاث (220-265). يعارض ريتشارد ديوار (2002) تصنيف «وانغ» ويقول أن التزجيج الحقيقي باليشم الأخضر—والذي كان يتطلّب حرارة فرن تبلغ على الأقل 1260° سلسيوس (2300° فهرنهايت)، مجال مفضل محصور بين 1285° إلى 1305° سلسيوس (2345° إلى 2381° فهرنهايت) ونارا خفيفة—لم يُخترَع حتى بداية حكم سلابة سونغ الشمالية (960-1127). التزجيج الرمادي أو الأخضر المميّز هو نتيجة تحوّل أكسيد الحديد من حالة الأكسدة 3+ إلى 2+ (Fe2O3→FeO) أثناء عملية التسخين. كانت أواني تزجيج «لونغشوان» التي يكتب عالم الآثار نايجل وود في جامعة أوكسفورد أنها صُنِعت أوّل مرة خلال عهد سلالة سونغ الشمالية، بها تزجيج أخضر مُزرَقّ وأخضر زيتوني وكمية كبيرة من المكوّنات السيليكونية والقلوية تشبه خزف البورسلان الذي كان يُصنَع قبله في جينغدتشن و«ديهوا» بدل الخزف الحجري.
- ناقل حركة بالسلاسل ينقل الطاقة باستمرار: وصف اليوناني فيلو البيزنطي (القرنان 3 و2 ق.م) ناقل حركة وآلية أسطوانة حولها حبل لرفع الأغراض الثقيلة استعملا في سلاح polybolos (عرادة قادرة على قذف عدة قذائف دون الحاجة لإعادة شحنها)، «لكن ناقل الحركة لم ينقل الطاقة بشكل مستمر من عمود لآخر ولذلك لا يعتبر سابقا مباشرا لناقل الحركة بالسلاسل كامل التطور». ظهر ناقل حركة بسلاسل مستمر أول مرة في صين القرن 11، واستعملت أول مرة في سلاسل المسننات في برج الساعة الذي بناه في كايفنغ سنة 1090 السياسي وعالم الرياضيات وعالم الفلك الصيني سو سونغ (1020-1101) في عهد سلالة سونغ، وربما استوحى فكرة استعمالها من ناقلات الحركة بالأنابيب التي كانت معروفة منذ سلالة هان (202 ق.م-220 م) على الأقل عندما ذكرها الفيلسوف وانغ تشونغ (27-حوالي 100 م) في عهد سلالة هان.
- غرزة السلسلة: تعود أقود الدلائل الأثرية على تطريز غرزة السلسلة ل1100 ق.م في الصين، استخرج هذا التطريز الحريري من قبور ملكية. كما عثر على تطريز غرزة سلسلة يعود لحقبة الممالك المتحاربة. انتشرت الغرزة في إيران عبر طريق الحرير.
- أعواد الأكل: كتب مؤرخ عهد سلالة هان (145-86 ق.م) سيما شيان في سجلات المؤرخ الكبير أن «زو» ملك «شانغ» كان أول من صنع أعواد الأكل بالعاج في القرن 11 قبل الميلاد؛ عثر على أقدم زوج من أعواد الأكل البرونزية في قبر «شانغ» 1005 في «هوجيازوانغ» في انيانغ وتعود لحوالي 1200 ق.م.في سنة 600 ق.م كان قد انتشر استعمال أعواد الأكل في يونان («دابونا» في دالي)، وفي محافظة توف في القرن 1. تعود أول إشارة مكتوبة لأعواد الأكل إلى نص «هان فيزي» للكاتب والفيلسوف «هان في» (280-233 ق.م) في القرن 3 ق.م.
- استعمال الكروم: استعمل الكروم أول مرة في الصين قبل 210 ق.م عندما دفن جيش التيراكوتا في موقع قرب شيان الحديثة؛ اكتشف علماء آثار حديثون أن سهام الأقواس المستعرضة المغطسة في البرونز لم تظهر أي علامات للتآكل بعد أكثر من 2000 سنة لأنها غلفت بالكروم. لم يستعمل الكروم في أي مكان حتى قام الصيدلي الفرنسي لوي نيكولا فوكلان (1763-1828) بتجاربه في أواخر تسعينات القرن 18.
- لعبة تشويوان: ذكرت لعبة تشويوان المشابهة لرياضة الغولف ذات الأصل الإسكتلندي في الصين من طرف الكاتب «وي تاي» (نشط في 1050-1100) خلال عهد سلالة سونغ في «سجلات دونغشوان» (東軒錄) خاصته؛ كانت شعبية بين النساء والرجال في عهد سلالة سونغ (960-1279) وسلالة يوان (1279-1368)، بينما كانت شعبية بين الرجال المدنيين في عهد سلالة مينغ (1368-1644) مثلما كانت كرة المضرب بالنسبة لالأوربيين المدنيين المبكرين في عصر النهضة (حسب أندرو لايبس). سنة 1282 قام الكاتب «نينغ جي» بنشر «كتاب تشويوان»، والذي وصف قوانين ومعدات وساحة لعب التشويوان، كما تضمن تعليقا حول أولئك الذين تمكنوا من تكتيكاتها. كانت تلعب اللعبة على أرض عشبية مسطحة ومنحنية تتضمن منطقة «قاعدة» تلعب فيها أول ضربة من بين ثلاثة (مثل المنطقة التي يثبت فيها حامل الكرة في الغولف المعاصر).
- اختبارات الخدمة المدنية:
- عملية مزج الصلب: بالرغم من شكّ العالم والمؤرّخ وعالم الصينيات جوزيف نيدام في أن استعمالها من قبل ممكن، لكنّ أوّل دليل مكتوب واضح عن مزج الحديد المطاوع وحديد الزهر لصنع الفولاذ يعود للقرن 6 ق.م ويهمّ صانع السّيوف الطاوي «شيوو هوايوين» الذي كُلِّف بترسانة جنرال «وي» الشمالية «غاو هوان» من 543 إلى 550 ق.م. يَصف «دستور الأدوية جديد التنظيم» لسنة 659 في عهد سلالة تانغ (618-907) عمليّة مزج وتسخين الحديد المطاوع وحديد الزهر معاً أيضا، ويُذكَر فيه أن الناتج الفولاذي كان يستخدم لصنع مناجل السيوف الضّالعة الصّينيّة. شابه وصف سو سونغ (1020-1101) للعملية الوصف السّابق، ووضّح أيضا استعمال الصّلب في صناعة السيوف.
- فحم الكوك كوقود: في القرن 11 خلال عهد سلالة سونغ (960-1279) أدى الطلب على الفحم النباتي المستعمل في الأفران اللافحة وأفران كيوبلا إلى إزالة الغابات بشكل كثيف، فبدأت سلالة سونغ باستعمال كوك مصنوع من فحم قاري كوقود بدل الفحم النباتي.
- طباعة بالألوان: في عهد سلالة «يوان» على الأقل اخترعت الصين طباعة بالألوان على الورق. يكتب مؤرخ الفن البريطاني ميخائيل سوليفان أن «أقدم مطبوع ملون معروف في الصين وفي العالم كله هو غلاف طومار سوترا تاريخها 1346».
- قناة الخط المنسوب: بعد عدة تعرض إمبراطوريته للاحتلال وعدة هجمات كلف إمبراطور الصين الأول تشين شي هوانغ (حكم 221-210 ق.م) المهندس «شي لو» ببناء قناة مائية جديدة تمر عبر سلسلة جبلية وتتصل بنهري «شيانغ» و«ليجيانغ». نتجت عن هذا قناة «لينغشو» بستة وثلاثين بوابة هويس، وبما أنها تتبع خطا منسوبا في ممر جبلي فهي تعتبر أقدم قناة خط منسوب في العالم.
- عيدان الحساب: عيدان الحساب هي أدوات تستعمل لإجراء الحسابات وتستخدم شبكة من الخانات لتمثل نظاما موضعيا عشريا. يظهر كل رقم (0-9) كمجموعة من العيدان، بحيث تمثل العيدان الحمراء أعدادا موجبة والعيدان السوداء أعدادا سالبة. تعود دلائل أثرية على عيدان الحساب للقرن 2 قبل الحقبة العامة. يظهر أقدم تمثيل صوري لعيدان الحساب في أواني خزف استكشفت في موقع دنغفنغ في خنان وتعود لحقبة الممالك المتحاربة. عثر على أقدم عيدان حساب، وهي عيدان من الخيزران، في قبر لسلالة هان في «فينغوانغشان» في خوبي، ويعود القبر لعهد حكم «وين» إمبراطور هان. سجل أول وصف كتابي واضح لعيدان الحساب في كتاب هان الذي جمعه «بان غو» في حوالي سنة 60 في الحقبة العامة، لكن توجد شكوك بخصوص كتابات أخرى تعود للقرن 3 قبل الخقبة العامة وما بعده. فعلى سبيل المثال، تذكر فقرة في داوديجنغ أن «الشخص الذي يجيد [حسابات] 'شو' لا يستعمل عيدان خيزران».
- مقبض المرفق: يعود أقدم مقبض مرفق ممثل في قطعة فنية إلى نموذج خزفي مزجج باليشم الأخضر يعود لعهد سلالة هان (202 ق.م-220 م) ويمثل فناء مزرعة به طاحونة حبوب دورانية ورجل يشغل بقدمه مطرقة مقبض لتكسير الحبوب، وعلى يساره آلة تذرية بالرياح بمقبض مرفق تشغل به المروحة. كما استخدم مقبض المرفق لاحقا في الصين الإمبراطورية (سلالتي تانغ وسونغ) في طواحين الحبوب، لف الحرير حول البكرات وآلات لف القنب، غربال الطحين المشغل بالماء، الكير المشغل بالماء، آلية أسطوانة حولها حبل تستعمل لاستخراج الماء من بئر، وآلات أخرى.
- قوس مستعرض:
- لعبة تسوجو: ذكرت لعبة القدم المعروفة بتسوجو أول مرة في نصين تاريخيين صينيين؛ «زان غوو تشي» (تم تجميعه من القرن 3 إلى القرن 1 ق.م) وسجلات المؤرخ الكبير (نشر سنة 91 ق.م) لسيما شيان (145-86 ق.ك). ذكر النصان كلاهما أن ساكنة مدينة «لينزي» وهي عاصمة ولاية تشي استمتعوا بلعب تسوجو في حقبة الممالك المتحاربة بالإضافة إلى أنشطة أخرى كمصارعة الديوك. بغض النظر عن كونها رياضة استجمامية، فقد كان لعب تسوجو يعتبر أيضا تمرين تدريب عسكري ووسيلة للمحافظة على بنية جيدة.
- فرن الكيوبلا: يقول عالم الإنسان الأمريكي فينسنت سي. بيغوت من جامعة بينسلفينيا أن فرن الكيوبلا كان موجودا في الصين في حقبة الممالك المتحاربة (403-221 ق.م) على الأقل، بينما يكتب دونالد بي. ويغنر أن بعضا من خام الحديد المذاب في الفرن اللافح من الممكن أنه تم صبع مباشرة في قالب، لكن معظم الحديد المصهور (إذا لم يكن كله) في الفرن اللافح خلال عهد سلالة هان (202 ق.م-220 م) أعيدت إذابته في فرن الكيوبلا؛ صمم هذا الأخير ليسمح بانتقال هواء بارد يضخ في الأسفل عبر أنابيب ليمر بالأعلى حيث وضعت حمولة الفحم النباتي أو حديد الصب، فيصبح الهواء ساخنا قبل أن يبلغ أسفل الفرن حيث يذاب الحديد وينسكب في قوالب مناسبة للتشكيل.
- حشوة ملغمية: استعملت الحظوة الملغمية في المرحلة الأولى من حكم سلالة تانغ في الصين (618-907 م) وفي ألمانيا من طرف الدكتور ستروكيروس سنة 1528 تقريبا. ظهرت دلائل لحشوة ملغمية أول مرة في النص الطبي «خسين خسيو بين تساو» الذي كتبه «سو كونغ» سنة 659 في عهد سلالة تانغ، وقد صنعت من القصدير والفضة. تلمح السجلات التاريخية إلى أن استخدام الحشوة الملغمية قد يعود إلى ما قبل عهد سلالة تانغ. نشر أول مرة تشكيل حشوة ملغمية في عهد سلالة مينغ، وكتب «ليو وين تايين» نصا سنة 1505 يذكر أنها تكونت من «100 نصيبا من الزئبق، 45 نصيبا من الفضة و900 نصيبا من القصدير».
- لعبة ديابولو:
- الدومينو:
- دعامة دوغونغ: دعامة دوغونغ هي دعامة بناء تنفرد بها العمارة الصينية. منذ عهد سلالة تشو الغربية (حوالي 1050-771 ق.م) على الأقل، كانت هذه الدعامات توضع بين أعلى عمود وجائز لتدعم الأسقف المقعرة لبنايات ذات أعمدة داخلية والتي كانت شائعة في العمارة الصينية. تتكون كل دعامة من يدين مقوستين (拱، غونغ) تدعمها قطعة خشبية (斗، دو) من كل جهة. كانت تسعمل أيضا لأغراض تزيينية وطقوسية ولم تستعمل لأغراض عملية تدعيمية فقط، والباغودا الحيدية التي بنيت سنة 1049 مثال على ذلك. توجد رسومات وأوصاف لدعامة دوغونغ في كتاب البناء اليدوي «يينغزاو فاشي» الذي نشره الموظف الحكومي «لي جي» سنة 1103 في عهد سلالة سونغ (960-1279).
- منسج الجذب: تعود أقدم أقمشة مؤكدة مصنوعة بمنسج جذب إلى حوالي 400 ق.م في ولاية تشو. يُنسِب أغلب الباحثين اختراع منسج الجذب للصينيين القدامى، لكن بعضهم يعتقد أن اختراعاً مستقلاًّ قد تم في سوريا لأن أقمشة منسج جذب عُثِر عليها في دورا أوربوس ويُعتقَد أنها تعود لـ256 م. يُصرِّح «دييتير كون» بأنّ نصوصاً من سلالة هان (202 ق.م- 220 م) تُثبِت أن الأقمشة المصنوعة في هذا العهد صنعت باستخدام منسج جذب. كان منسج الجذب معروفاً في إيران في القرن 6 م. يؤكد إيريك براودي أنها لا توجد دلائل على استعماله في أروبا قبل القرن 17، بينما يُزعَم أنّ أول منسج جذب بِالزّر اخترعه جان لي كالابري في القرن 15. تعارض ماري كارولين هذا وتصرح بأنها استخدمت في قطاع الحرير الإيطالي في العصور الوسطى.
- منصة حفر:
- إفيدرين: يعرف في الطب الصيني التقليدي بما هوانغ، والذي كان يستخلص من عشبة Ephedra sinica، وثق في الصين منذ عهد سلالة هان (206 ق.م-220 م) كمهيج ومضاد لأعراض الربو. بدأ الإنتاج الصناعي للإفيدرين في الصين في عقد 1920 عندما بدأت الشركة الصيدلية الأمركية ميرك آند كو بتسويقه وبيعه باسم "ephetonin". ارتفع تصدير الإفيدرين من الصين إلى الغرب من 4 أطنان إلى 216 طنا بين سنتي 1926 و1928.
- ميزان ساعة هيدروليكي:
- قذيفة مدفعية متفجرة:
- طاحونة متنقلة:
- فرن التنقية:
- سهم ناري:
- مفرقعات: سبق المفرقعات نوع من الخيزران المسخن الذي استعمل في منذ 200 ق.م وكان يتفرقع بعد تسوينه باستمرار. يعني الاسم الصيني للمفرقعات 'باوزو' حرفيا «خيزران متفجر». بعد اختراع البارود كان لمفرقعات البارود شكل يشبه الخيزران وأنتجت صوتا مشابها له لذلك احتفظت باسم «خيزران متفجر». كانت المفرقعات تستعمل في الثقافة الصينية التقليدية لطرد الأرواح الشريرة.
- رمح ناري:
- ألعاب نارية: ظهرت الألعاب النارية أول مرة في الصين في عهد سلالة سونغ (960-1279) في بداية عصر البارود. كان كافة الناس قادرين على شراء ألعاب نارية بسيطة من بائعين في الأسواق؛ كانت تصنع من عصي خيزران محشوة بالبارود، بالإضافة إلى معروضات أكبر منها. أُدخِلت الصواريخ للحرب بعد ذلك وفي وسط القرن 14 ظهرت عدة أنواع من قاذفات الصواريخ.
- بكرة صيد:
- قاذفة لهب بالبارود:
- مادة متوهجة:
- ساتر مطوي: السّاتر هو نوعُ مِن الأثات يتكون من عدة إطارات أو عارضات. تعود العارضات الورقية للصين في عهد سلالة زو الشّرقيّة (771-256 ق.م). كان في البداية ساتر من إطار واحد بدل السّاتر المطويّ. اختُرِع السّاتر في عهد سلالة هان (206 ق.م-220 م). عُثِر على تمثيلات لساتراتٍ مطويّةٍ في قبور لسلالة هان مثل قبرٍ في زوتشينغ في مقاطعة شاندونغ. خلال حكم سلالة تانغ كان يعتبر السّاتر المطوي أثات مناسب لعدّة رسّامين ليعرضوا عليها لوحاتهم وكتاباتهم. رسم عدّة فنّانين بالصّباغة على الورق أو الخرير ووضعوها على ساترات مطويّة. عرفت اللوحات الطبيعية على السّاترات المطويّة أوج شعبيتها خلال عهد سلالة سونغ (960-1279).
- علم الحشرات الجنائي:
- قنبلة الشّظايا: يعود اسعمال قنابل الشظايا للقرن 14، وقد ظهرت في كتاب هيو لونغ جينغ في عهد سلالة مينغ. مُلِأَت قنابل الشّظايا بقطع حديدية صغيرة وقطع من البورسلان المكسر. يُصَبّ خليط مُسخَّن من ملح النشادر، زيت التانغ، «تشين تشيه»، عصير البصل الأخضر، و«يين خسوي» في القنبلة، وتُغلِّف القطع الحديديّة. عندما تتفجّر القنبلة يمكن للشظايا المتطايرة أن تخترق الجلد وتعمي جنود العدو.
- أيروفون حر:
- فتيل: تبين دلائل موثقة أن أقدم الفتائل استعملت أول مرة من طرق الصينيين بين القرنين 10 و12. بعد أن اخترع الصينيون البارود بدؤوا بتبني خصائصه الانفجارية للاستعمال في التكنولوجيا العسكرية. سنة 1044كانوا يستعملون البارود في قنابل بسيطة وقاذفات النيران، والتي تتطلب إشعال فتيل قبل رميها على العدو.
- أسطوانة غاز مضغوط: اختُرِعت أول أسطوانات غاز مضغوط في العالم في الصين في العصور الوسطى أثناء حكم سلالة تانغ، حيث حفر الصينيون حفرا عميقة لاستخراج الغاز الطبيعي واستخدموا أنابيب خيزران موصولة ببعضها لجمعه ونقله عدة أميال للمدن والقرى.
- إضاءة بمصابيح الغاز: استخدم الصينيون القدامى الغاز الطبيعي لغرض الإضاءة أول مرة في فترة الربيع والخريف حوالي 500 ق.م بحيث استعملوا أنابيب خيزران لنقل الأجاج والغاز الطبيعي عدة أميال للمدن والقرى.
- ذات المحورين:
- غو: (圍棋 ويتشي بالصينية): بالرغم من أن أسطورة صينية قديمة تقول أن الحاكم «ياو» الميثولولجي نزل إلى الأرض من الجنة في حوال 2200 ق.م وهو يحمل لوحة غو وقطع لعب من الحجر، لكن بعص الكتابات تبين أن لعبة غو كانت موجودة منذ القرن 10 ق.م على الأقل خلال عهد سلالة زو (تقريبا 1050-256 ق.م) وذكرت حتى في كتابة للفيلسوفين الصينيين القديمين كونفوشيوس (551-479 ق.م) ومنسيوس (371-289 ق.م)، لكن هذه الأخيرين كان لهما رأي سلبي قليلا حول اللعبة.
- استئناس السمك الذهبي: كانت تستأنس في الصين القديمة عدة أنواع من سمك الشبوط (تسمى مجتمعة الشبوط الأسياوي) وربيت باعتبارها سمكا للاستهلاك لآلاف السنوات. تعرف البعض من هذه الأسماك التي تكون طبيعة رمادية أو فضية طفرات حمراء أو برتقالية أو صفراء اللون؛ سجل هذا أول مرة في في عهد سلالة جين (265-420). كانت تربية سمك الشبوط في برك الزينة والحدائق المائية شعبية في عهد سلالة تانغ (618-907). نتج عن طفرة جينية طبيعية لون ذهبي (برتقالي مصفر) بدل الفضي. بدأ الناس بمزاوجة النوع الذهبي بدل الفضي وأبقوه في البرك أو أجسام مائية أخرى. تعرفت أوروبا على السمك الذهبي في القرن 17، وتعرفت عليه أمريكا الشمالية في القرن 19.
- مدفع يدوي: يبلغ وزن سلاح سلالة يوان البرونزي من هيلونغجيانغ 3,6 كيلوغرام (8 باوند) وطوله 0,3 متر (1 قدم) ويعود لحوالي 1288. به ثقب صغير للإشتعال ومخزن انفجار كبير، واستخرج مع مقلاة برونزية ومرآة ومزهرية.
- قنبلة يدوية متفجرة: استعملت الإمبراطورية الرومانية الشرقية قبل اختراع القنابل المتفجرة قنابل حارقة تستخدم نار إغريقية. وفقا لعالم الصينيات البريطاني جوزيف نيدام، تظهر نماذج أولية قديمة للقنبلة المتفجرة العصرية في الكتاب العسكري «ووجينغ زونغياو» (تجميعة كلاسيكيات الجيش) تعود لسنة 1044 على الأقل. في عهد سلالة سونغ صنعت أسلحة عرفت ب«جين تيان» بحيث وضع جنود صينيون البارود في أوعية خزفية أو معدنية ورموها على العدو. تظهر المزيد من أوصاف وتمثيلات القنابل اليدوية الصينية القديمة في «هيو لونغ جينغ».
- سلاح يدوي: يوجد تمثيل قديم لسلاح يدوي على شكل منحوتة في كهف في سيتشوان تعود لسنة 1128، وتمثل شخصا يحمل مدفع قصف على شكل مزهرية ونيران منبعثة منه وكرة مدفع. لكن أول اكتشاف أثري موجود لسلاح يدوي بسبطانة معدنية هو مدفع هيلونغجيانغ اليدوي الذي عثر عليه في هيلونغجيانغ ويعود لسنة 1288. ظهرت الأسلحة النارية اليدوية أول مرة في الصين نظرا لكون هذه الأخيرة أول مكان يطور فيه البارود، وكانت عبارة عن مظافع يدوية. في القرن 14 كانت موجودة في أوروبا أيضا. صنعت الأسلحة النارية التي قد تسمى «مسدسات» منذ القرن 15، لكن مخترعها مجهول.
- طومار يدوي: يعود أصل الطومار اليدوي للوثائق النصية الصين القديمة. من فترة الربيع والخريف (770-481 قبل الحقبة العامة) مرورا عهد سلالة هان (206 قبل الحقبة العامة - 220 في الحقبة العامة) استعملت أوراق من الخيزران أو الخشب لكتابة النصوص. في عهد سلالة هان الشرقية (25-220) أصبح استعمال الورق والحرير أكثر شيوعا. كان الطومار اليدوي أحد الأشكال الرئيسية للنصوص حتى عهد سلالة تانغ (618-907). أصبح الطامور اليدوي منذ حقبة الممالك الثلاث (220-280) وسيلة معيارية لتعليق الأعمال الفنية. طورت أشكال جديدة مع مرور الوقت.
- طومار معلق:
- محراث الشفرة الثقيلة الحديدي:
- دوار المروحية:
- مال جهنم:
- وعاء التبخير:
- ياقة الحصان:
- حبال تقييد الحصان:
- كرة التبخير: وفقا لعالم الإنسان البيولوجي وعالم البيئة ديفيد مايكل ستودارت «يعود الاستخدام الأول لمواد التبخير للصينيين الذين أحرقوا عدة أعشاب ومنتجات نباتية». استخدم الصينيون خشب الصندل، السليخة، الإصطرك والقرفة.
- حبر هندي: بالرغم من تسميته على مواد الصباغة الكربونية ذات الأصل الهندي إلا أن الحبر الهندي ظهر أول مرة في الصين. يقول بعض الباحثين أنه صنع قبل الألفية الثالثة قبل الميلاد، بينما يصرح آخرون بأنه لم يخترع حتى عهد مملكة تساو واي (220-265 ق.م).
- هاون الحبر: يستخدم هاون الحبر في فن الخط الصيني لطحن وخلط الحبر، وقد يصنع بالإضافة إلى الحجر من الطين والبرونز والحديد والبورسلان. تطور الجهاز من أداة مستعملة لفرك الصبغات ترجع ل6000 إلى 7000 سنة مضت. أقدم هاون حبر يرجع للقرن 3 قبل الميلاد وقد اكتشف في قبر ب«يونمينغ» الحديثة في «هوبي». شاع استعمال هاون الحبر خلال عهد سلالة هان.
- تلقيح الجدري:
- عصى قياس الزوايا:
- بدلة دفن من اليشم:
- جنك:
- العارضة: بالرغم من كون العارضة العادية ليست اختراعا صينيا إلا أن العارضة المحورية المزدوجة تعود لسلالة سونغ الصينية في العصور الوسطى. كانت العديد من سفن جنك تتوفر على عارضة موازنة في الطبقة السفلية تتكون من أعمدة خشبية مجموعة بحلقات حديدية. مكنت التكنولوجيا البحرية والدراية التقنية سفن سلالة سونغ من أن تستعمل في حرب بحرية بين سلالة سونغ الجنوبية وسلالة جين والمغول.
- طائرة ورقية:
- لغم:
- مركبة برية شراعية: يعود استخدام المراكب البرية الشراعية في الصين إلى عهد السلالات الحاكمة الجنوبية والشمالية على الأقل. أقدم نص يصف تركيب الصينيين للصواري والأشرعة على مركبات كبيرة هو «كتاب سيد البهو الذهبي» الذي كتبه الباحث الطاوي وولي العهد «شيان يي» الذي أصبح لاحق «يوان» إمبراطور «ليانغ» (حكم 552-554 م).
- عارضة محورية:
- لعبة ليوبو:
- آلة لوتشي: اخترعت آلة زرع البذور المجرورة المسماة لوتشي (بالصينية: 耬車) على يد عالم الزراعة الصيني «زاو غوو» الذي كان موظفا حكوميا في عهد سلالة هان وكان مكلفا بالإنتاج الزراعي خلال حكم هان وودي. وفقا لسجلات «المعلق السياسي» للكاتب «تسوي شي» في عهد سلالة هان الشرقية، كانت اللوتشي تتكون من ثلاث أرجل ولذلك سميت لو ثلاثية الأرجل. كانت للأرجل الثلاث ثلاثة حفارات للخنادق تحتها. كانت حيوانات الجر مثل الثور تشغل اللوتشي بحيث تقوم رجل هذه الأخيرة بحفر خندق مباشرة في التراب المسطح، تزرع البذور وتغطيها وتجعل التراب مسطحا في نفس الوقت. كانت الآلة معروفة بنفعها وكفاءتها في تنفيذ عدة مهام زراعية قي نفس الوقت، وحفاظها على الوقت والمجهود أثناء ذلك.
- المرايا السحرية:
- ما جونغ:
- عود ثقاب دون احتكاك: صنع أقدم نوع من أعواد الثقاب لإشعال النار في الصين سنة 577 ق.م، واخترعته سيدات البلاط الملكي لسلالة تشي الجنوبية (550-577) أثناء بحثهن المطول عن مواد يشعلن بها النار للطبخ والتسخين عندما أثناء تعرض مدينتهم لحصار خارجي من قبل قوات الأعداء من سلالة زو الشمالية (557-581) وسلالة تشن (557-589). صممت عيدان الثقاب الأولى في الصين لتشتعل بلهب نار أخرى وتشعل بيها نيران أخرى. كانت عصيا من خشب الصنوبر مشبعة بالكبريت وتطلبت لمسة طفيفة من لهب لتشتعل. كتب هذا في «سجلات ال.ماورائيات والعجائب» ل«تاو غو» سنة 950 (فترة الأسر الخمس والممالك العشر)
- مسرح ميكانيكي متنقل وآلات صب النبيذ على قوارب أوتوماتيكية:
- نظام عمارة مقسم إلى ثمان وحدات:
- صاروخ متعدد المراحل:
- آلة زرع البذور متعددة الأنابيب: وجدت آلة زرع البذور الخشبية في الصين في القرن 3 قبل الميلاد، بينما اخترعت آلة زرع البذور الحديدية متعددة الأنابيب في الصين في القرن 2 قبل الميلاد خلال عهد سلالة هان (202 ق.م-220 م). مكنت آلة الزرع من توزيع البذور بسرعة وبشكل منظم في صفوف مستقيمة من المزروعات بدل رميها في الأرض الزراعية.
- الغاز الطبيعي كوقود:
- ألغام بحرية:
- فضة النيكل: عرفت واستعملت فضة النيكل أول مرة في الصين خلال عهد سلالة تشينغ الحديثة، وقد كانت «تهرب لمناطق مختلفة في الهند الشرقية» بالرغم من منع الدولة لتصدير فضة النيكل.
- جسر مقوس متقطع:
- مصفاة النفط:
- بئر نفط:
- كوب ورقي ومنديل ورقي: وثقت الكؤوس والمناديل الورقية في الصين الإمبراطورية. كانت الكؤوس الورقية تعرف بتشيه بي وكانت تستعمل لتقديم الشاي، وصنعت في أحجام وألوان وتصاميم مختلفة. رافقت المناديل الورقية أو تشي با كؤوس الشاي وكانت تطوى على شكل مربعات. تظهر دلائل مكتوبة على الكؤوس والمناديل الورقية في وصف لممتلكات عائلة «يو» من مدينة هانغتشو.
- مصباح ورقي: المصباح الورقي هو جهاز للإنارة مصنوع من الورق. صنعت المصابيح القديمة في الصين من الحرير أو الورق أو جلد الحيوانات مع إطارات مصنوعة من الخشب أو الخيزران. عثر على أحد أقدم أوصاف المصابيح الورقية في سجلات خوتان، والذي يصف «مصباح تركيب» مصنوع من الورق الأبيض.
- مثقب الاصطدام:
- النفط كوقود: يرجع استعمال النفط للصين القديمة قبل أكثر من 2000 سنة. تذكر أحد أقدم الكتابات في كتاب «إي تشينغ» استعمال الزيت في حالته الخام دون تنقيته في القرن الأول قبل الميلاد في الصين. كما أن الصينيين استخدموا النفط كوقود ابتداء من القرن 4 قبل الميلاد.
- حديد الصب: يرجع أقدم حديد صب إلى سلالة زو. بينت دلائل أثرية أن حديد الصلب كان يصهر لينتج حديد الزهر في القرن 5، لم تخترع هذه العملية في أوروبا حتى العصور الوسطى.
- كاميرا ذات ثقب:
- ورق لعب:
- جسر عائم:
- بورسلان:
- هويس ببوابتين:
- عملية التسويط: كان الصينيون القدامى يعرفون عملية التسويط في عهد سلالة هان في القرن الأولى ميلادي. أدى تطور عملية صنع الصلب إلى تطور جودة الصلب عن طريق التشكيل والطي المتكرر للحديد المطاوع من حديد الصب لصنع السيوف.
- مسرح دمى تشغله ناعورة:
- خريطة التضاريس المرتفعة:
- قائمة طعام:
- خزانة كتب محورية: وثقت خزانات الكتب المحورية التي تعرف بزوانلونتاتغ في الصين القديمة، وينسب اختراعها إلى «فو شي» سنة 544. عثر على أوصاف لمكاتب محورية في نصوص صينية من القرنين 8 و9. شاعت المكاتب المحورية في الأديار البوذية خلال عهد سلالة سونغ تحت حكم الإمبراطور «تايزو» الذي أمر بطباعة شاملة لنصوص «تريبيتاكا» البوذية. يوجد رسم لمكتب محورية في تقرير «لي جي» المعماري «يينغزاو فاشي».
- صاروخ:
- قنابل صاروخية بأجنحة أيروديناميكية بحمولة متفجرة:
- معزز صاروخ:
- قاذفة صواريخ:
- مروخة دورانية يدوية ومائية: اخترع الحرفي والمهندس الميكانيكي «دينغ هوان» (بعد 180 ق.م) مرة حة دورانية تعمل باليد لغرض تكييف الهواء، مع سبع عجلات قطرها 3 أمتار (10 أقدام)؛ استخدن الصينيون القوة المائية لتدوير عجلات المروحة لغرض تكييف الهواء في القرن 8 خلال عهد سلالة تانغ (618-907)، وأصبحت المروحة أكثر شيوعاً خلال حكم سلالة سونغ (960-1279). استُخدِمت أوّل مروحة دورانية في أوروبا لتهوية المناجم خلال القرن 16، كما وضّح عالم المعادن والفلزات الألماني جورجيوس أغريكولا (1494-1555).
- دفة مركبة في مؤخرة السفينة وعمودية محورية:
- بئر ملح:
- مقياس الزلازل:
- فانوس السماء: نسب اختراع فانوس السماء إلى المخطط العسكري، السياسي، الكاتب، والمخترع تشوغ ليانغ من حقبة الممالك الثلاث، كما أنه استخدمها في المعسكرات الحربية. وفق للعالم والمؤرخ وعالم الصينيات البريطاني جوزيف نيدام فقد استخدمت فوانيس سماء في الصين منذ القرن 3 قبل الميلاد. قام رائدا الأعمال والمخترعان الفرنسيان الأخوان مونغولفييه بأول رحلة بشرية حديثة بمنطاد سنة 1783.
- مقياس التساقطات الصلبة:
- صاروخ ذو وقود صلب:
- عربة مشيرة للجنوب:
- زيت فول الصويا:
- صلصة الصويا:
- إنتاج الصلب من حديد زهر:
- سلاح حارق يطلق روائح كريهة وخانقة:
- قلي سريع:
- ركاب:
- جسر معلق بسلاسل حديدية:
- تنغرام: التنغرام أحجية تجميعية تتكون من سبع أشكال مسطحة تجمع لتكون أشكالا. الهدف من الأحجية هو تكوين شكل معين باستعمال القطع السبع كلها، والتي لا يمكن وضعها فوق بعضها. اللعبة معروفة بكومها اخترعت في الصين خلال عهد سلالة سونغ وأشهرت في أوروبا والولايات المتحدة خلال القرن 19. كلمة «تنغرام» مشتقة على الأغلب من كلمتين: الكلمة الصينية تانغ التي تشير لسلالة تانغ في العصور الوسطى، والكلمة اليونانية gamma والتي ترادف مصطلح «رسم مبياني».
- شاي: الشاي نبتة أصلية في يونان؛ مع دخول الألفية الثانية قبل الميلاد كان الشاي يستهلك في يونان لأغراض طبية، وكان منذ ذاك الحين شرب الشاي تقليدا في الحياة اليومية فيهذه المنطقة كما يبين «عقد مع عبد» الذي كتبه «وانغ باو» في 59 ق.م. يكشف هذا السجل المكتوب أيضا أن الشاي كان يصنع ويستعمل كمشروب بدل استعماله كعشبة طبية في القرن 1 ق.م على الأقل. بدأت ثقافة الشاي القديمة في الصين من عهد سلالة هان (202 ق.م-220 م) إلى عهد السلالات الجنوبية والشمالية (420-589) عندما كان يستعمل النبلاء الشاي بشكل واسع، لكنها اتخدت شكلها الأول فقط خلال عهد سلالة تانغ (618-907).
- إبريق شاي:
- هرمونات درقية تدخم الغدة الدرقية:
- توفو:
- ورق المرحاض: ذكر ورق المرحاض أول مرة من طرف السياسي الصيني «يان زويتوي» (531-591) سنة 589 في عهد سلالة سوي الحاكمة، وتشير دلائل قوية إلى استعماله المستمر في عهد عدد من السلالات الحاكمة. في وسط القرن 14 خلال حكم سلالة يوان (1271-1368) كتب أن عشرة ملايين عبوة مكونة من 1000 إلى 10000 لفافة من ورق المرحاض كانت تنتج في مقاطعة جيجيانغ وحدها كل سنة.
- مقذاف الجر:
- مطرقة المقبض:
- أجراس بحدة مضبوطة: عثر على أقدم مجموعة كاملة من الأجراس مضبوطة الحدة، وهي ستة عشر في المجموع، في القبر 8 ل«سو» حاكم جين جنوب شانشي. بينت تقنيات AMS للتأريخ بالكربون المشع أن القبر يعود ل815-786 ق.م خلال عهد سلالة زو. من بين الأجراس البرونزية الاربعة والستين التي عثر عليها في القبر في حدود 433 ق.م، سبعة وأربعون منها أنتجت نوطتين بمسافات ثالثة صغيرة وستة عشر تنتج نوطتين بمسافات ثالثة كبيرة.
- زيت التانغ: ظهرت شجرة التانغ في الصين الجنوبية وكانت تزرع من أجل زيت التانغ، لكن تاريخ زراتها لازال مجهولا. خلال عهد سلالة سونغ كان يستعمل زيت التانغ لجعل السفن مقاومة للماء. تسمية زيت التانغ مشتقة من اسمه (تونغيو) في اللغة الصينية. توجد أقدم إشارة لزيت التانغ في كتابات كونفوشيوس العائد إلى حوالي 500 إلى 400 قبل الميلاد. استعمل الصينيون زيت التانغ، والذي يعرف أيضا بزيت خشب الصين، لمدة 2500 سنة على الأقل لبناء سفن ومظلات ورقية مقاومة للماء، طلاء الخشب وجعله مضادا للماء، الجلفطة، وصنع الحبر والأصباغ.
- حفر الآبار:
- نظام زراعة حقل جينغ:
- قمح الغلوتين: يرجع أقدم وصف لقمح الغلوتين إلى الصين في القرن 6، فقد كان يستهلكه الصينيون بشكل واسع كبديل للحم خاصة بين أتباع البوذية. تظهر أقدم إشارة لقمح الغلوتين في الموسوعة الزراعية الصينية «شيمين ياوشو» التي كتبها «جيا سيشي» سنة 535، بحيث تذكر الموسوعة نودلز مصنوعة من قمح الغلوتين تعرف ببو دوو. عرف قمح الغلوتين بميان جين في عهد سلالة سونغ (960-1279).
- عربة يدوية صغيرة:
- تذرية بالرياح:
- مقلاة صينية: اخترعت المقلاة دائرية القاعدة المصنوعة من حديد الزهر اخترعت في الصين خلال عهد سلالة هان، وتعتبر إناء طهو أساسيا في الطهو الصيني انتشر في دوائر طبخية آسيوية أخرى بسبب شكلها المقعر والقدرة على تحريك الطعام بسرعة باستعمالها.
- ورق التغليف وظرف ورقي:
- حديد مطاوع: نتج عن عمليات صهر جديدة في عهد سلالة هان صنع أدوات جديدة من الحديد المطاوع للاستعمال الزراعي، مثل آلة زرع البذور متعددة الأنابيب والمحراث الحديدي. بالإضافة لشوائب كتل الحديد المطاوع منخفضة الكربون التي تنتج عن إفراط في الهواء المحقون في فرون الكيوبلا الصينية القديمة، فقد صنع الصينيون القدامى الحديد المطاوع باستعمال فرن التنقية في القرن 2 ق.م على الأقل، وعثر على أقدم عينات من حديد الزهر وحديد الصب المنقى ليصبح حديدا مطاوع وفولاذا في الموقع القديم لسلالة هان (202 ق.م-220 م) في «تيشينغوو». يذكر بيغوت إمكانية وجود فرن التنقية في حقبة الممالك المتحاربة (403-221 ق.م) السابقة، نظرا لوجود لأدوات من الحديد المطاوع من الصين تعود لتلك الحقبة ولا يوجد أي دليل على استعمال فرن الحديد الخالص في الصين. تضمنت عملية التنقية إسالة حديد الزهر في كانون تنقية وإزالة الكربون من حديد الزهر الذائب عن طريق الأكسدة. يكتب ويغنر أنه بالإضافة لكوانين سلالة هان التي يعتقد أنها كوانين تنقية، يوجد أيضا دليل صوري لكانون التنقية برسم حائطي في قبر شاندونغ يعود للقرن 1 إلى 2 ق.م، بالإضافة إلى تلميح مكتوب في النص الطاوي "Taiping Jing" العائد للقرن 4.
- شطرنج صيني: الأصول الدقيقة للعبة الشطرنج الصيني المعروفة بشيانغشي غير واضحة. يؤكد المؤرخ ديفيد إتش لي على أن اختراعها تم أول مرة على يد «هان شي» (مات 196 ق.م) وهو جنرال عسكري معروف في أوائل عهد سلالة هان كان ضحية لتطهير أمرت به الإمبراطورة الدواغر «لو جي» (ماتت 180 ق.م). يقول لي أنه أعيد إحياء اللعبة تحت اسم مموه مختلف هو «شيانغتشي» من طرف «وو» إمبراطور سلالة زو (حكم 561-578) مما جعل الاسمين مترادفين ويشيران لنفس اللعبة إلى هذا اليوم.
- جهاز زويتروب: وصف العالم والمؤرخ وعالم الصينيات البريطاني جوزيف نيدام عدة أجهزة صينية قديمة صنفها ك«أنواع من الزويتروب»، لكن استعماله للكلمة كان واسعا وغير معتاد. توجد بعص الأدلة على وجود جهاز قادر على عرض صور متحركة بين أغراض الراحل تشين شي هوانغ (حكم 221-210 ق.م) في عهد سلالة تشين. من الممكن أن ساحرا يسمى «شاو أونغ» الذي أقام حصة للتواصل مع الأرواح للإمبراطور وو من هان (حكم 141-87 ق.م) استعمل جهازا مماثلا في عرضه سنة 121 ق.م. يأتي جهاز آخر يتضمنه تصنيف نيدام من أواخر عهد سلالة هان حسب تأريخه، عندما صنع المهندس والحرفي «دينغ هوان» (丁緩) 'إناء تبخير بسبع طبقات' حوالي 180 ق.م، وكانت عليه أشكال طيور وحيوانات أخرى تتحرك عندما يشعل المصباح؛ يجعل الحمل الحراري لتيارات الهواء الساخن الصاعد العنفات في قمة المصباح تدور، لذلك تظهر الأشكال المصبوغة على الورق الملصق بجوانب الأسطوانة كأنها تتحرك.

## معاصرة (1912-الآن)
- اختبار تشخيصي يحترم الخصوصية للكشف عن متلازمة داون قبل الولادة: في السابق كانت النساء يخضعن لاختبارات تخترق خصوصيتهم مثل بزل السلى وأخد عينات من الزغبات المشيمية، لكن اختبار دم الأم الجديد له إمكانية خفض نسبة النساء اللواتي يخضعن لاختبارات لا تحترم خصوصيتهن للكشف عن متلازمة داون ب98 في المائة. طُوِّرت هذه التقنية في هونغ كونغ من طرف باحثين صينيين سنة 2008.[113]
- أرتيميسينين: اكتشفته تو يويو سنة 1972.
- إنسولين اصطناعي بقري: تمكن علماء صينيون سنة 1965 من تصنيع إنسولين بقري ب«نفس البنية البلورية والنشاطات البيولوجية للإنسولين الطبيعي».[114][115] بدأ المشروع سنة 1958 ويعتبر أحد «أول البروتينات المصنعة في المختبر».[116]
- سيجارة إلكترونية: اخترع الصيدلي الصيني «هون ليك» السيجارة الإلكترونية الحديثة. خطرت عليه سنة 2003 فكرة استخدام مكون كهربائي انضغاطي يصدر موجات فوق صوتية لتبخير سوائل مضغوطة تحتوي على نيكوتين مخفف في محلول بروبيلين غليكول. أنتج هذا التصميم بخارا يشبه الدخان يمكن استنشاقه وينقل النيكوتين إلى الدورة الدموية عبر الرئتين. كما اقترح استعمال البروبيلين غليكول لتخفيف النيكوتين ووضعه في خرطوش بلاستيكي ذو استعمال واحد ليلعب دور خزان للسائل وأنبوب تدخين.[117]
- طائرة دون طيار بحمولة: كُشِف عن أول طائرة دون طيار قادرة على حمل حمولة بشرية في مؤتمر CES لرواد الأعمال الصينيين سنة 2016 تحت اسم Ehang 184.[118][119]
- علاج تعليم الخلية الجذعية: توصل باحثون صينيون وأمريكيون إلى نتائج بارزة في هذا العلاج الجديد الذي تؤخد فيه خلايا جذعية من دم الحبل السري البشري لغرض «إعادة تعليم» الخلايا المناعة التي تتصرف بشكل خاطئ. نشرت هذه النتائج في جريدة BMC Medicine مفتوحة الولوج في يناير 2012 وتعطي أملا لعلاج سكري النوع 1 ومن الممكن أنها قد تستعمل لعلاج أمراض مناعية ذاتية أخرى إذا حققت الوعود السابقة.[120][121]
- علاج سرطان صلب: سنة 1956 قام روي هيرتز و«مين تشوي لي» الذي درس وعمل في الولايات المتحدة بعد تركه للصين بسبب الغزو الشيوعي بتوضيح إمكانية التوصل لترياق للسرطان الخبيث المتنقل من خلال العلاج الكيمائي، بحيث استخدم الميثوتركسيت لعلاج النساء من سرطان المشيمة.[122][123]
- كاربون هلام هوائي: حطم طلاب جامعة جيجيانغ الرقم القياسي لأخفِّ مادة في العالم سنة 2013 باكتشافهم كاربون هلام هوائي يزن 0,16 ميليغرام/سنتيمتر مكعب.[124]